# Eoli
Gli Eoli (in greco antico: Αἰολεῖς) furono una delle tre popolazioni elleniche che nel II millennio a.C. invasero l'antica Grecia.
Si stanziarono in Tessaglia ed in Beozia, ma migrarono verso oriente nell'XI secolo a.C., stabilendosi prima nelle isole di Lesbo e Tenedo, e poi sulle coste anatoliche in Eolide. Secondo la tradizione tale migrazione, capeggiata da Oreste, figlio di Agamennone, sarebbe avvenuta a causa della discesa dei Dori, il quarto e ultimo popolo a giungere in Grecia, che probabilmente soggiogò la civiltà micenea ormai decaduta.
Le colonie eoliche di Cuma, Larissa, Neontico, Temno, Cilla, Nozio, Egiressa, Pitane, Ege, Mirina, Grineo e Smirne costituirono una dodecapoli con sede presso il Santuario di Apollo di Grineo. Smirne tuttavia entrò a far parte della Lega ionica nel 699 a.C..
Le città dell'Eolide vennero comunque conquistate da Creso, re della Lidia, nel VI secolo a.C., poi dai Persiani, dai Macedoni dai Seleucidi, da Pergamo, dai Romani, dai bizantini e infine dai Turchi.
Il dialetto eolico prende il nome da questo popolo, in eolico sono scritte le opere di Alceo (Mitilene) e Saffo (Ereso).

## Mito
È probabile che la realtà storica dell'invasione ellenica della Grecia sia stata raccontata attraverso il mito della Titanomachia: i fratelli Ade, Poseidone e Zeus personificano Ioni, Eoli ed Achei che soggiogano Crono e i suoi fratelli Titani, ossia i Pelasgi.
Secondo la tradizione la migrazione dell'XI secolo a.C. verso l'Anatolia, fu causata dalla discesa dei Dori, quarto e ultimo popolo ellenico ad invadere la Grecia, e che molti identificano come i discendenti di Ercole. Probabilmente i Dori soggiogarono la civiltà micenea, ormai in decadimento.
Il nome "Eoli" deriva da Eolo, figlio di Elleno, il mitico patriarca degli Elleni, ossia le 4 popolazioni che invasero la Grecia nel II millennio a.C.. Inoltre in greco αἰόλος significa "veloce, scaltro".